# Lichtenštejnsko na Letních olympijských hrách 2000
Lichtenštejnsko se účastnilo Letních olympijských her 2000 a zastupovali ho 2 sportovci ve 2 sportech (1 muž a 1 žena). Vlajkonošem výpravy byl sportovní střelec Oliver Geissmann, který byl také mladším z obou reprezentantů. V době konání her mu bylo 21 let. Starší z obou reprezentantů byla Ulrike Kaiserová, které bylo v době konání her 22 let. Nikomu z výpravy se během her nepodařilo získat medaili.

## Disciplíny

### Judo
V judu reprezentovala zemi 22letá Ulrike Kaiserová, pro kterou byla účast na olympijských hrách v Sydney její olympijskou premiérou. Nastoupila do závodu v kategorii žen do 52 kg a její první soupeřkou byla indická reprezentantka L. B. Devi. Tu porazit nedokázala a do dalších bojů nepostoupila.
| Sportovkyně      | Disciplína    | 1/32     | 1/16                                       | Čtvrtfinále  | Semifinále   | Opravy 1     | Opravy 2     | Opravy 3     | Finále/Bronzová medaile | Finále/Bronzová medaile |
| Sportovkyně      | Disciplína    | Výsledek | Výsledek                                   | Výsledek     | Výsledek     | Výsledek     | Výsledek     | Výsledek     | Výsledek                | Výsledek                |
| ---------------- | ------------- | -------- | ------------------------------------------ | ------------ | ------------ | ------------ | ------------ | ------------ | ----------------------- | ----------------------- |
| Ulrike Kaiserová | Ženy do 52 kg | Bye      | Lourembam Brojeshori Devi 0000–1000 PROHRA | nepostoupila | nepostoupila | nepostoupila | nepostoupila | nepostoupila | nepostoupila            | nepostoupila            |

### Střelba
Pro 21letého Olivera Geismanna byl start na hrách v Sydney jeho olympijským debutem. Nastoupil do kvalifikace závodu na 10 m vzduchovou puškou, která se konala 18. září 2000. Geissmann získal 582 bodů, které na postup do finále nestačily a celkově se umístil na 41. místě.
| Sportovec        | Disciplína                   | Kvalifikace | Kvalifikace | Finále            | Finále            |
| Sportovec        | Disciplína                   | Body        | Pořadí      | Body              | Pořadí            |
| ---------------- | ---------------------------- | ----------- | ----------- | ----------------- | ----------------- |
| Oliver Geissmann | Vzduchová puška na 10 m mužů | 582         | 41.         | nekvalifikoval se | nekvalifikoval se |